# نشانه اوپنهایم
نشانهٔ اوپنهایم (انگلیسی: Oppenheim's sign) به پشت خم شدن انگشت شست پا است که در اثر تحریک سمت داخلی درشت‌نی به سمت پائین ایجاد می‌شود و یکی از انواع رفلکس‌های شبه بابینسکی است. وجود این نشانه بالینی نشان‌دهنده آسیب احتمالی به راه‌های هرمی مغز است. نشانهٔ اوپنهایم نامش را از هرمان اوپنهایم می‌گیرد.